# Avianca
Avianca S.A. (Akronym für spanisch Aerovias del Continente Americano S.A.; deutsch „Luftfahrtgesellschaft des amerikanischen Kontinents S.A.“) ist ein Luftfahrtunternehmen und die größte Fluggesellschaft in Kolumbien mit Sitz in Barranquilla und Hauptverwaltung in Bogotá. Sie ist die zweitälteste noch existierende Fluggesellschaft der Welt und zudem die älteste ununterbrochen tätige Fluggesellschaft überhaupt. Ihr Haupt-Drehkreuz ist der Flughafen El Dorado. Seit 2010 ist sie Teil der Avianca Group (vormals AviancaTaca), die zusammen mit GOL die Abra Group bildet, zu der u. a. auch Wamos Air gehört. Avianca ist Mitglied der Luftfahrtallianz Star Alliance.

## Geschichte

### Erste Jahre als SCADTA

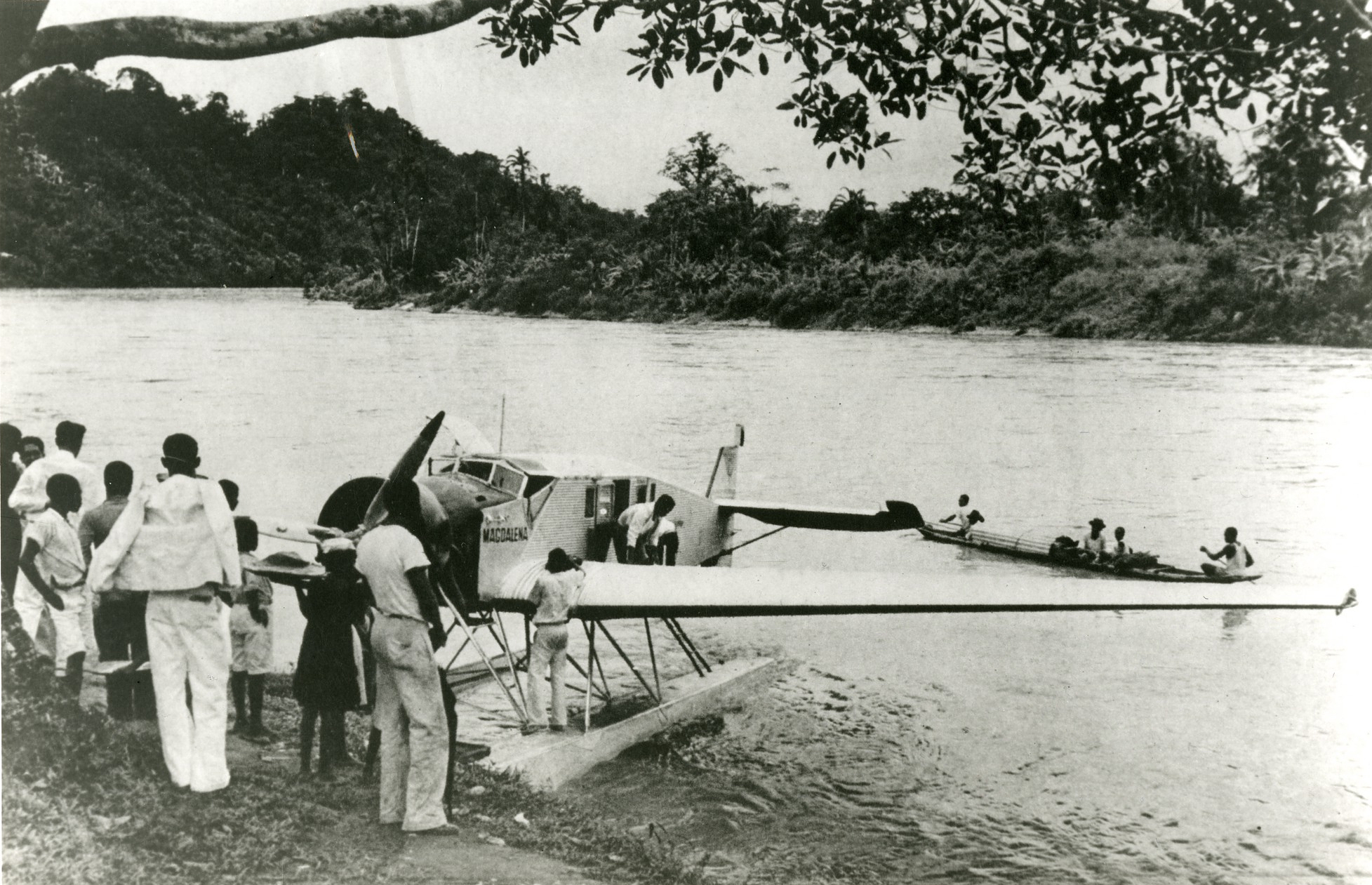
Junkers W 34 der SCADTA, in den 1920er-Jahren

Avianca wurde am 5. Dezember 1919 als SCADTA – Sociedad Colombo-Alemana de Transporte Aéreo (wörtlich: Kolumbianisch-Deutsche Gesellschaft für Lufttransporte) von Werner Kämmerer, Stuart Hosie, Alberto Tietjen (erster Geschäftsführer), Aristides Noguera, Cristóbal Restrepo, Rafael Palacio, Ernesto Cortissoz (erster Präsident) und Jacobo Correa in Barranquilla gegründet. Nur die KLM ist 58 Tage älter. Auf ihrem ersten Flug am 19. Oktober 1920 – mit dem deutschen Piloten Hellmuth von Krohn – beförderte die SCADTA mit einer Junkers F 13 Luftpost in Form von 57 Briefen von Barranquilla nach Puerto Colombia. Die Maschine war wie die anderen F 13 mit Schwimmern ausgestattet. Bis Ende 1920 flog die SCADTA 4.325 Kilometer, beförderte 850 Kilogramm Fracht und 12 Passagiere. Kurz darauf gelang es, eine Konzession der kolumbianischen Regierung für den Transport von Luftpost zu erhalten.
Am 8. Juni 1924 hatte die SCADTA den ersten Absturz zu verzeichnen, unter anderem starben von Krohn und Ernesto Cortissoz.

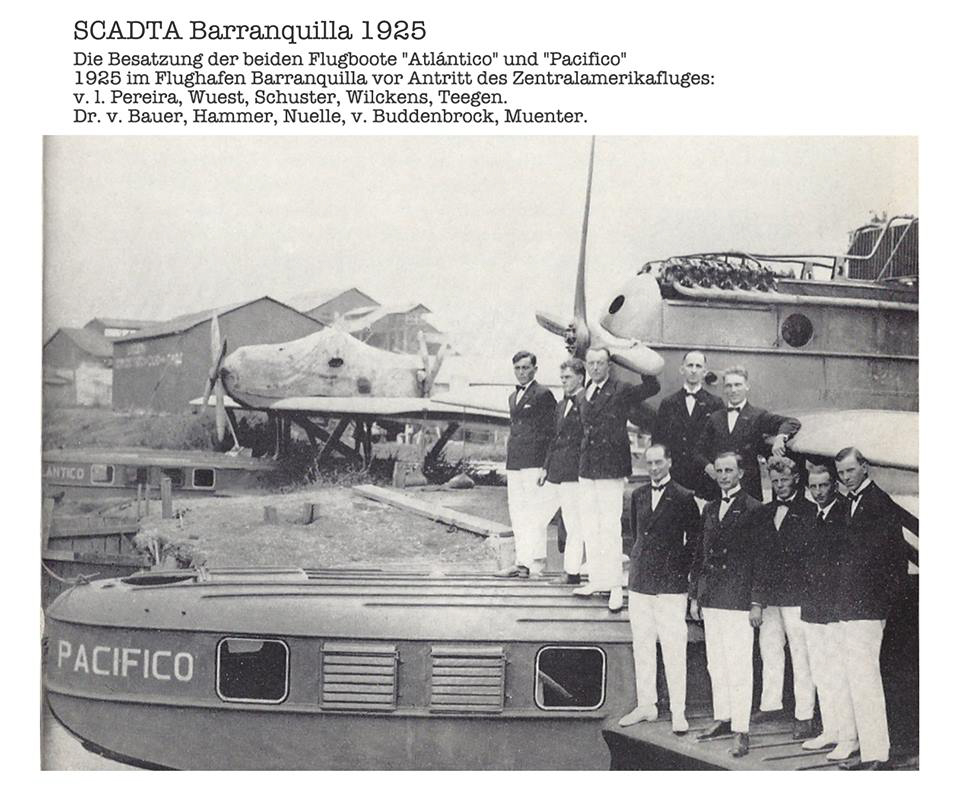
Die zwei Dornier Wal der SCADTA mit der Besatzung vorm Erkundungsflug nach Mittelamerika und den Vereinigten Staaten, 1925

Im August 1925 startete ein Erkundungsflug mit zwei Flugboote Dornier Do J „Wal“ in die Vereinigten Staaten. Die Reise führte über Mittelamerika und Kuba, dann verwehrte die US-Regierung den Flugzeugen die Einreise in ihr Hoheitsgebiet; einige Wochen später erhielt eines der Flugzeuge die Erlaubnis nach Miami und Palm Beach weiter zu reisen. Die anschließenden Gespräche einer SCADTA-Delegation in Washington mit dem damaligen Postminister, Harry New, Chef des United States Postal Services über regelmäßige Dienste im Zusammenhang mit dem Air Mail Act von 1925, beschlossen von der US-Regierung um die staatlichen Postflüge von Privatunternehmen ausführen zu lassen, waren erfolglos, jedoch die Reise war ein Meilenstein in der kommerziellen Luftfahrt, zunächst da es sich um den ersten Flug zwischen Lateinamerika und den Vereinigten Staaten handelte, und des Weiteren, war es ein Anstoß fürs erlassen des Air Commerce Acts von 1926, der die Luftfahrtindustrie zugunsten nordamerikanischer Unternehmen schützt und auch ein Auslöser für Juan Trippe, am 2. Juni 1927 die Aviation Corporation of the Americas – also Pan Am – zu gründen, um den ersten Luftpostvertrag zwischen den Vereinigten Staaten und Kuba zu erhalten. Die SCADTA startete Mitte 1928 ihre erste internationale Route zwischen Barranquilla und dem ecuadorianischen Guayaquil.
Ab 1929 wurden Sikorsky S-38 Amphibienflugzeuge eingesetzt, zu einer Zeit als der längste Fluss des Landes, der Río Magdalena noch das Zentrum der hiesigen Luftfahrt war, aber auch die ersten Flughäfen gebaut wurden, wie zum Beispiel der Flughafen Techo im Westen der Landeshauptstadt Bogotá, der anfänglich die Verbindung zu den Wasserflugzeugen sicherstellte, die von Barranquilla nach Flandes flogen.
Vor dem Zweiten Weltkrieg verkaufte der damalige größte Aktionär, der österreichische Industrielle Peter Paul von Bauer, seine Anteile heimlich an die Pan American Airways, um die Fluggesellschaft vor der Einflussnahme durch Nazideutschland zu schützen. Nach Ausbruch des Zweiten Weltkrieges und der Besetzung Frankreichs wurden am Nachmittag vom 12. Juni 1940 die Deutschen in der SCADTA zusammengezogen, gekündigt und nicht mehr an ihre Arbeitsplätze gelassen. Nichtsdestotrotz gelang es am gleichen Abend die Instandhaltungsabteilung sicherzustellen. Am nächsten morgen wurde SCADTA unter der Verwaltung von Pan Am betrieben, so dass die wesentlichen Dienste von SCADTA nie unterbrochen wurden. Rückblickend waren die Gründer, Pioniere und leitenden Angestellten von SCADTA deutsche Patrioten, gehörten aber einem Milieu an, das von der Nazi-Ideologie nicht durchdrungen werden konnte – ganz im Gegenteil.

### Entwicklung in den 1940er- bis 1990er-Jahren

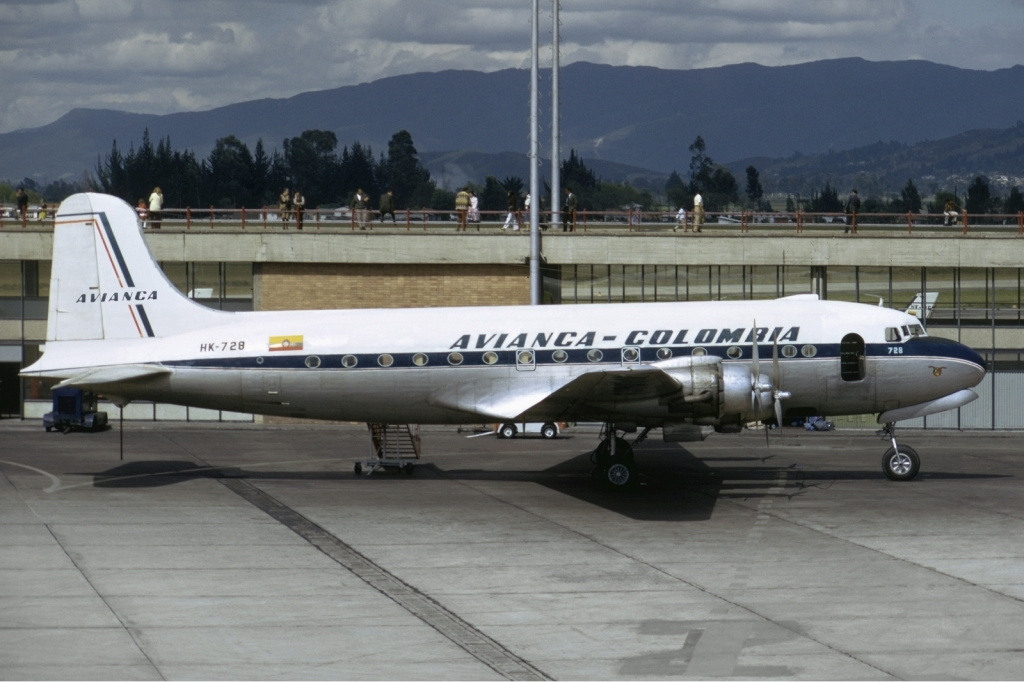
Douglas DC-4 der Avianca

Am 14. Juni 1940 erfolgte durch die kolumbianische Regierung die Zwangsfusion der SCADTA mit ihrer mittlerweile verstaatlichten, kleineren Hauptkonkurrentin, der SACO – Servicio Aéreo Colombiano, und anschließend die Umbenennung in Aerovías Nacionales de Colombia S.A. (deutsch „Nationale Luftfahrtgesellschaft von Kolumbien“), genannt Avianca. Mit den ab Oktober 1939 eingesetzten Douglas DC-3 erweiterte Avianca ihr Streckennetz ab 1946 zunächst auf südamerikanische Ziele wie Guayaquil, Quito, Lima, Panama-Stadt und schließlich mit den Douglas DC-4 auch nach Europa. Im Oktober 1946 wurde ein erster Erkundungsflug nach London durchgeführt. Die abenteuerliche Reise führte über Ascension, mitten im Atlantik und Afrika nach Madrid und Paris zur Hauptstadt des Vereinigten Königreichs.
Ab dem 22. Januar 1947 wurden zum ersten Mal die Vereinigten Staaten im Liniendienst angeflogen. Miami und später, ab 1949, New York waren die Ziele der eingesetzten Douglas DC-4, der Post wegen oft von kolumbianischen Emigranten erwartet.
Im Jahr 1950 starteten regelmäßige Flüge nach Rom über die Bermudas und Azoren im Atlantik, Lissabon und Madrid. Mit der Zeit kaufte Avianca viele kleine regionalen Fluggesellschaften auf, unter anderen auch die Sociedad Aeronáutica del Tolima S.A. – SAETA und LANSA (Líneas Aéreas Nacionales S.A.), die einen eigenen Flughafen (Las Nieves) in Barranquilla unterhielt und der anschließend geschlossen wurde. Im Laufe der Zeit blieb Pan American Airways nur noch mit 23,64 % beteiligt.

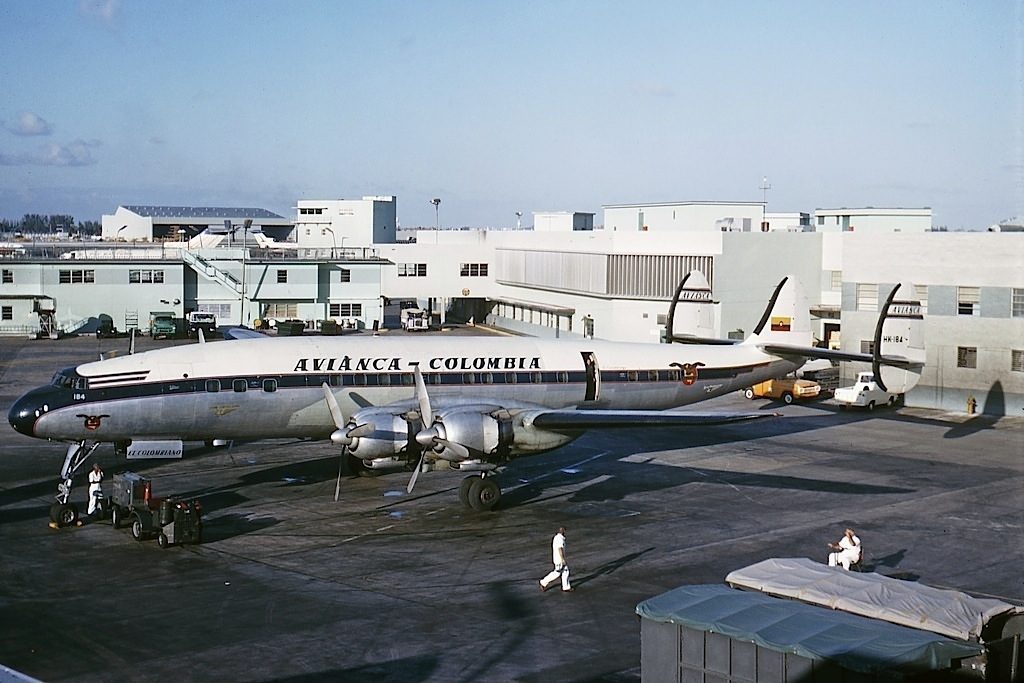
Eine legendäre Lockheed L-1049G Super Constellation der Avianca

Im Jahr 1951 stieß die erfolgreiche Constellation-Baureihe, mit der Einführung der Lockheed L-749 Constellation, zur Avianca. Im Jahr 1954 folgten auch die Lockheed L-1049G Super Constellation, die Transatlantikflüge wurden komfortabler und schneller, zum Beispiel von Barranquilla über die Bermudas direkt nach Europa bis Frankfurt und Hamburg. Herausragend zudem waren, im November 1956, der Flug einer Douglas DC-4 in etwas mehr als 61 Stunden, mit 32 kolumbianischen Athleten zu den Olympischen Spielen nach Melbourne und am 10. Dezember 1959, die Eröffnung des bis dahin ehrgeizigste Projekt des Landes, der neue Flughafen El Dorado in Bogotá, der den Weg für die aufkommenden Strahlflugzeuge ebnete.

#### Die Ära der „Jets“

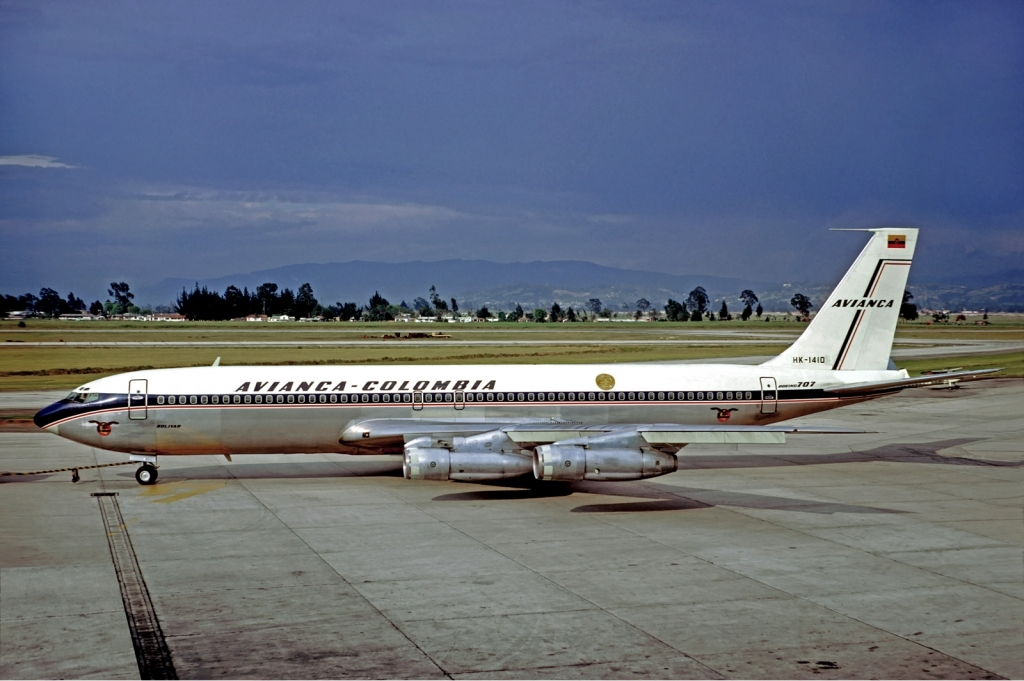
Die Boeing 707, der erste Jet der Avianca

Im Oktober 1960 wurden die ersten zwei Strahlflugzeuge der Typen Boeing 707-120 eingesetzt und zwei Boeing 720B gekauft, die dann 1961 in Dienst gestellt wurden. Diese Flugzeuge revolutionierten die Luftfahrt, indem sie die Flugzeiten nochmals verkürzten und die Nutzlast erhöhten. Im Jahr 1963 wurde die Fluggesellschaft SAM (Sociedad Aeronáutica de Medellín) gekauft. Im Frühjahr 1966 wurden die ersten dreistrahligen Boeing 727 eingeflottet, die anschließend, mit über 45 Stück in verschiedenen Versionen, drei Jahrzehnten lang im Dienst blieben.
Im November 1968 wurde Avianca zum ersten Betreiber der Boeing 737-100 in Südamerika, dieses Modell blieb aber nicht lange im Dienst; die niedrigen Triebwerke saugten am Boden immer wieder Gegenstände ein und waren für die Fliegerei in diesem Teil der Welt nicht geeignet.

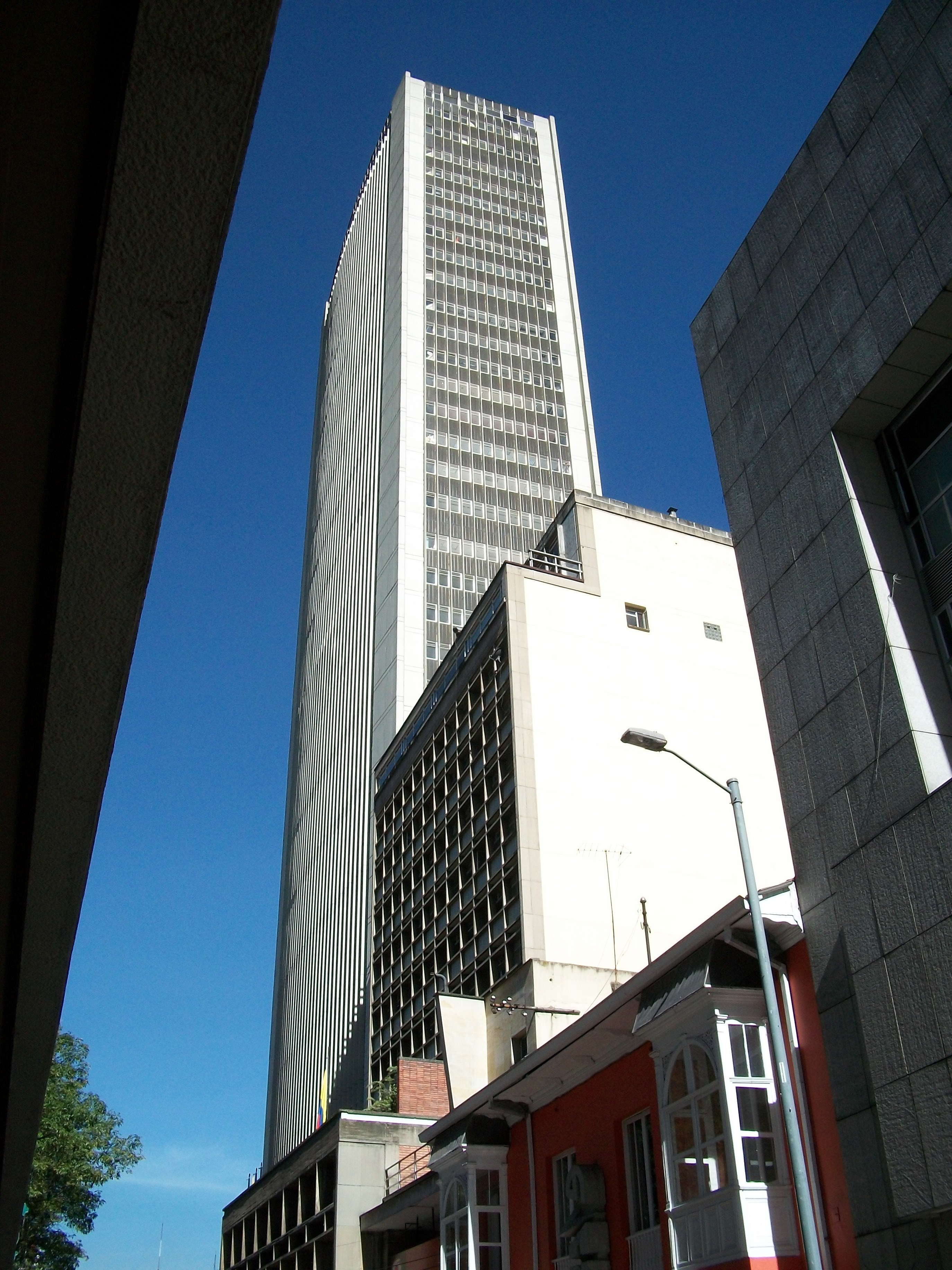
Edificio Avianca, lange Zeit Hauptquartier der Airline, war der erste Wolkenkratzer Kolumbiens und zugleich bei der Eröffnung 1969, auch das höchste Gebäude Südamerikas

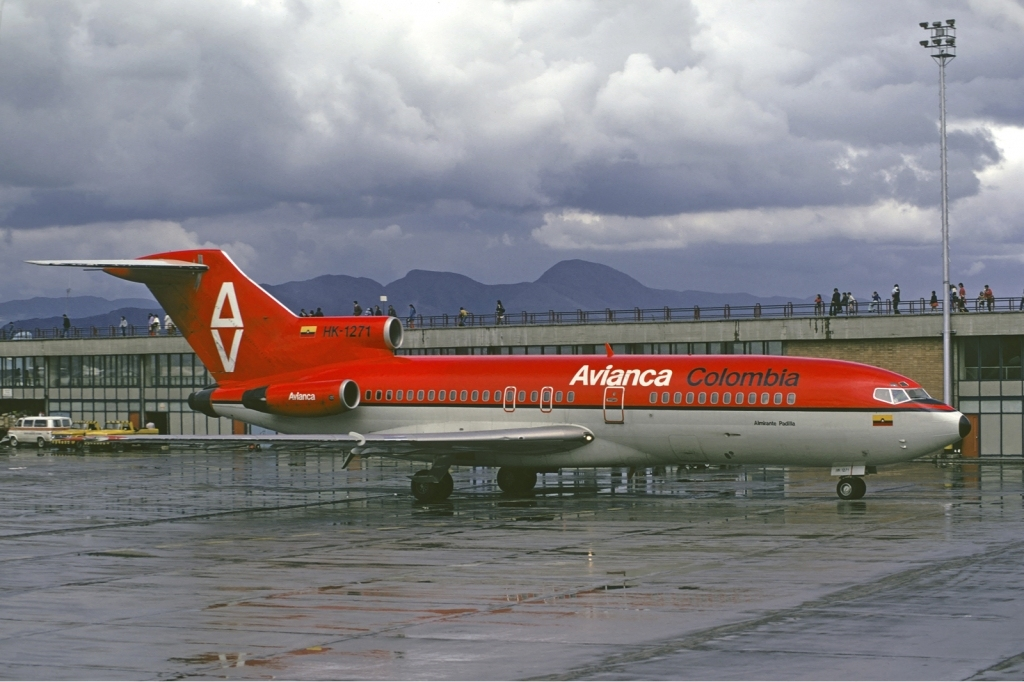
Eine Boeing 727-100 in der neuen roten Bemalung der Avianca ab 1969

Im Dezember 1969, anlässlich ihres 50-jährigem Bestehens, eröffnete Avianca in Bogotá den ersten Wolkenkratzer Kolumbiens und änderte ihr Firmenimage, indem die Flugzeuge rot lackiert wurden, ein Design, das bis heute abgewandelt verwendet wird.

#### Das Großraumflugzeug-Zeitalter

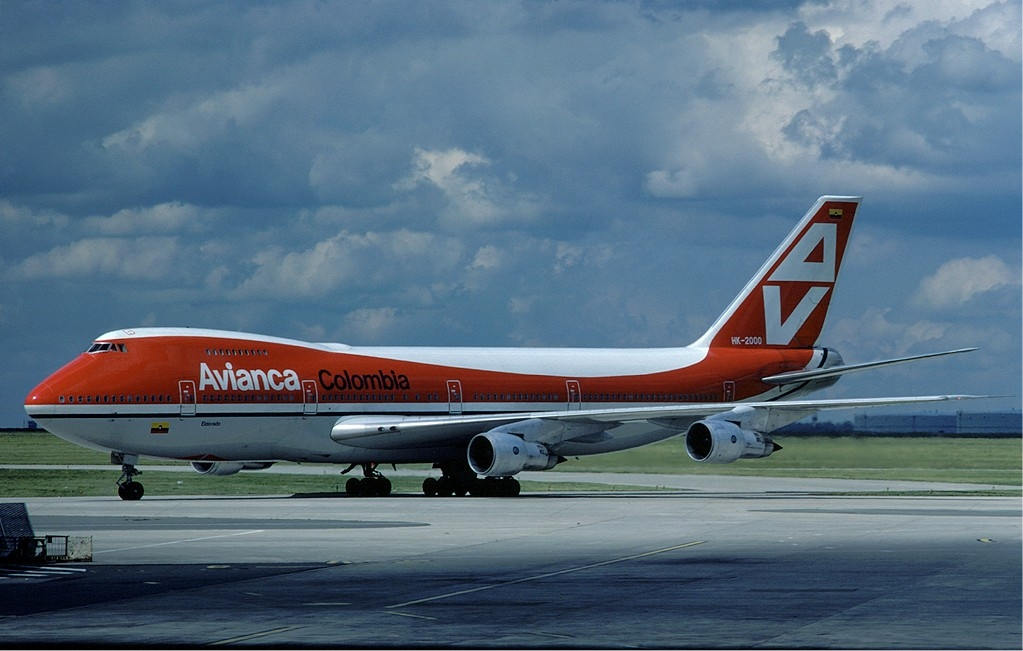
Erster Jumbo Boeing 747-124 der Avianca, 1977

Die Ära der Kolbenmotormaschinen war gerade mal zwei Jahre zuvor zu Ende gegangen als der erste Jumbo-Jet, die Boeing 747 im Jahre 1976 folgte und die Zeit der Großraumflugzeuge begann. Avianca war damit erneut südamerikanischer Erstkunde eines Flugzeugs-Typs. Die Maschine mit dem Luftfahrzeugkennzeichen HK-2000 wurde auf den Namen Eldorado getauft und hatte im zweiten Stock eine Vitrine mit Nachbildungen aus der Sammlung des Goldmuseums in Bogotá.
Im Jahr 1981 eröffnete Avianca den sogenannten Puente Aéreo-Flughafenterminal am Flughafen Bogotá und führte einen Flugplan-Takt zu den wichtigsten Städten des Landes ein; ab 1984 sogar für Flüge nach Miami und New York in den USA. Der Puente Aéreo blieb 38 Jahren im Dienst der Avianca, bis sie Mitte der 2010er-Jahre in den neuen Räumlichkeiten des modernisierten El Dorado umgezogen ist.

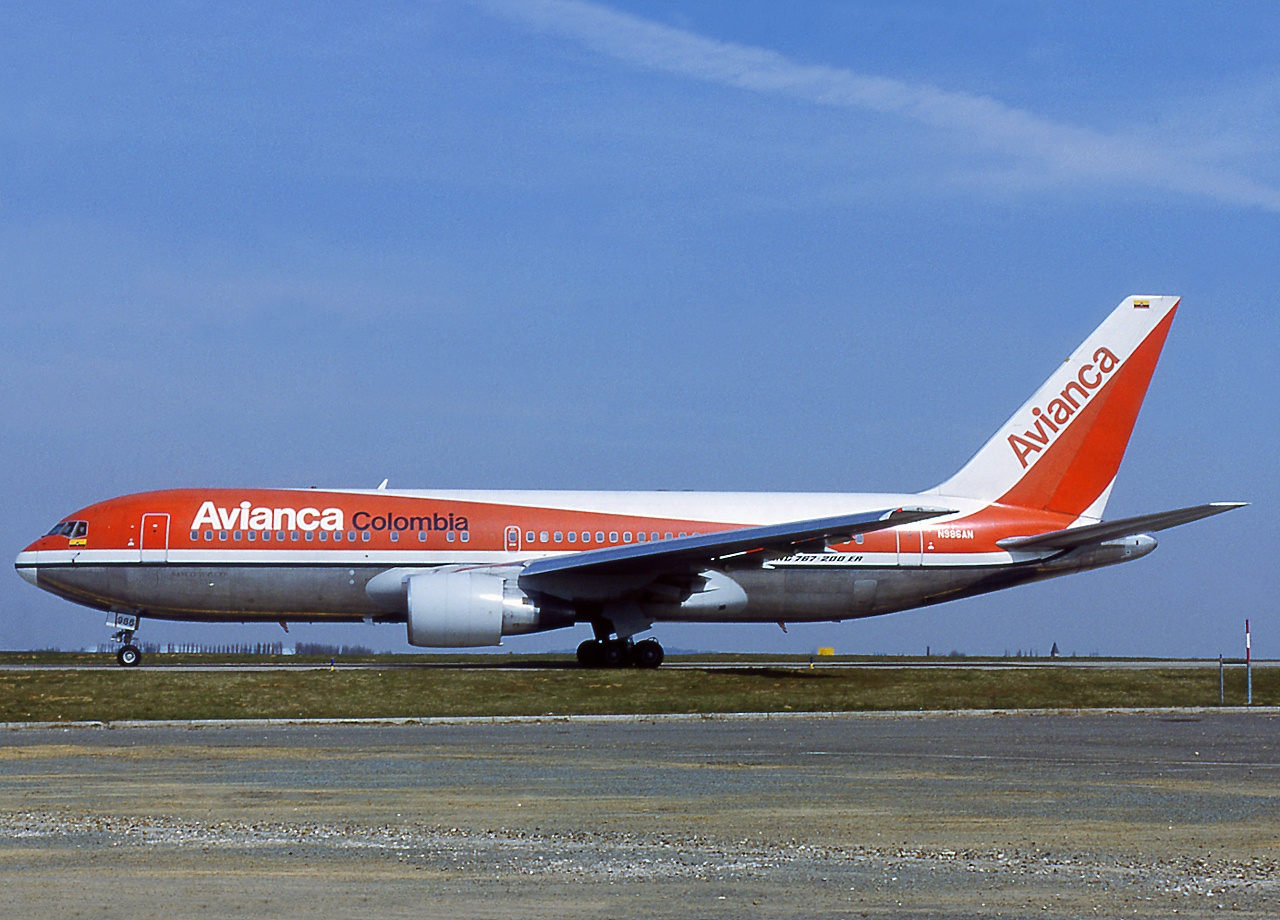
Boeing 767-259ER der Avianca in Paris-Charles-de-Gaulle, 1993

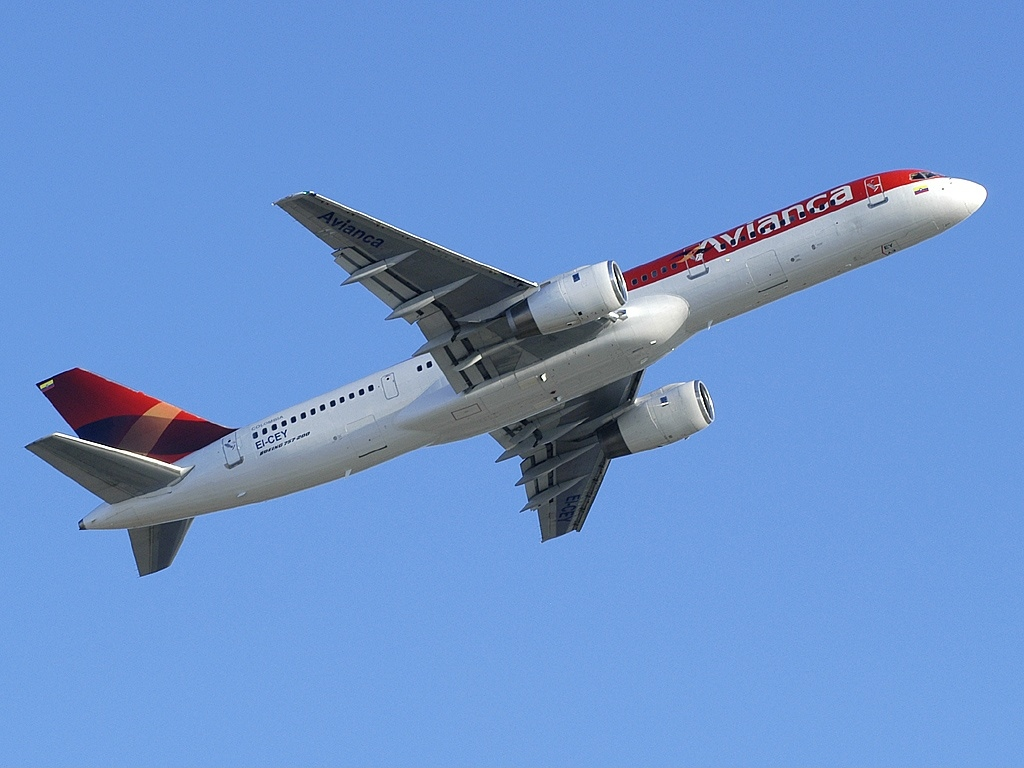
Eine Boeing 757-200 der Avianca über Miami, 2005

Im Jahr 1990 folgte nacheinander die Erneuerung der Flotte. Zunächst mit der Boeing 767-259ER, dann 1992 die Boeing 757-2Y0 und McDonnell Douglas MD-83.

### Zusammenschlüsse
Im Jahr 1994 wurde mit der Vereinigung von Avianca, der Regionalfluggesellschaft SAM und dem Helikopterbetreiber Helicol eine strategische Allianz namens Avianca System geschlossen. Das Unternehmen erweiterte das Angebot auf Fracht- und Postflüge (Avianca Cargo) und machte die Flotte mit neuen, zuvor genannten Luftfahrzeugtypen sowie Fokker 50 und Bell-Hubschraubern zur modernsten Südamerikas. Das Streckennetz wurde national und international ausgebaut.
Nach dem 11. September 2001 erreichte die Luftfahrtkrise auch Avianca. Dies führte am 20. Mai 2002 zum Zusammenschluss von Avianca, SAM und dem Hauptkonkurrenten ACES zur Alianza Summa. Die widrigen Umstände des Marktes und die Anteilseigner erzwangen die Auflösung der Alianza Summa im November 2003. Interesse bestand nur noch an der Handelsmarke Avianca. Die führte zur Auflösung von ACES und der vollständigen Eingliederung von SAM als reine Regionalfluggesellschaft von Avianca.

### Neustrukturierung als – Aerovias del Continente Americano S.A.

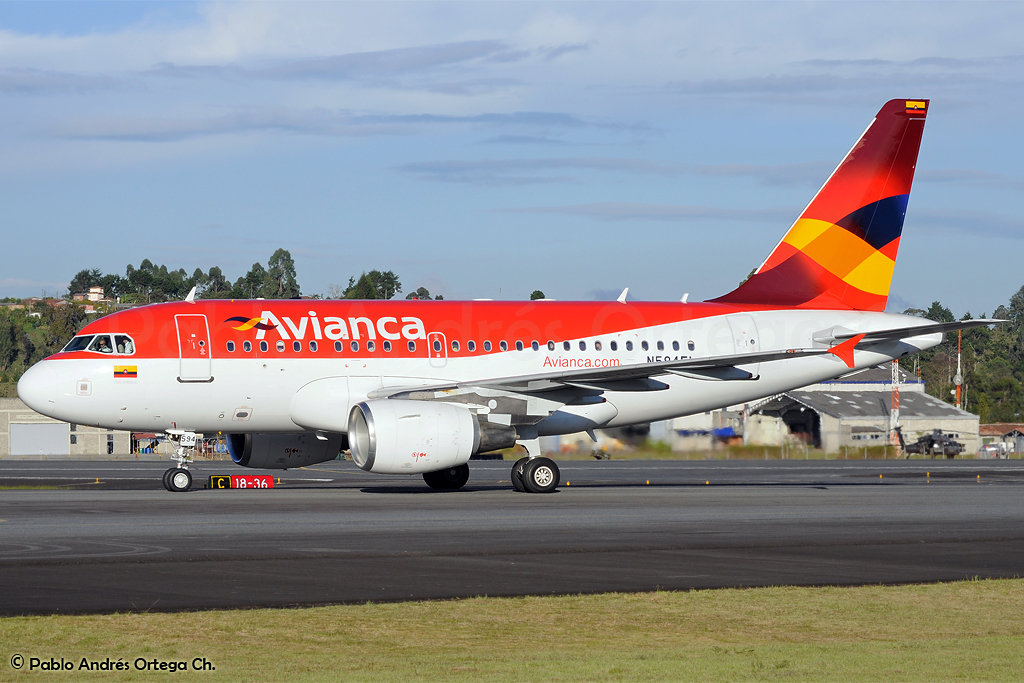
Der seltene Airbus A318 Baby-Bus bei Avianca, 2011

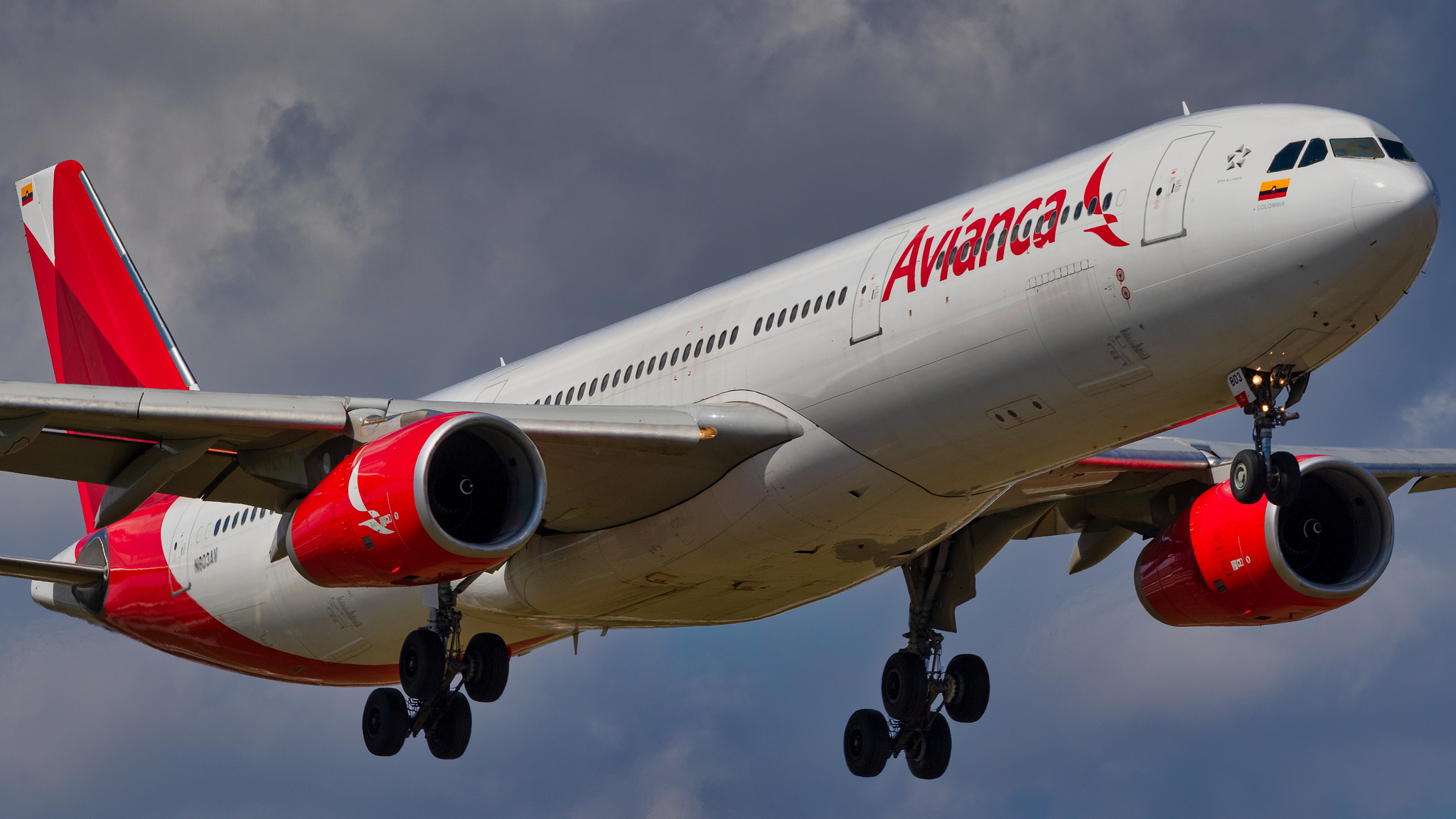
Airbus A330-300 der Avianca beim Landen am Miami International Airport, 2019

Am 10. Dezember 2004 begann einer der größten Reorganisationsprozesse in der Geschichte von Avianca. Die Gesellschaft wurde unter den Gläubigerschutz gemäß Chapter 11 gestellt, nachdem ein Reorganisationsplan mit Hilfe des südamerikanischen Konsortiums Synergy Group und der Federación Nacional de Cafeteros de Colombia (FNC) erstellt worden war. Avianca erhielt neues Kapital und konnte 13 Monate später den Gläubigerschutz wieder verlassen.
Mit der neuen internationalen Ausrichtung wurde Avianca in Aerovías del Continente Americano unbenannt, um so nicht mehr nur die nationale Fluggesellschaft Kolumbiens zu sein, sondern sich auch als Airline weiterer lateinamerikanischen Staaten zu etablieren. Avianca stieg ab 2007 zu einer der größten Fluggesellschaften Lateinamerikas auf, als sie AeroGal – heute Avianca Ecuador, VIP aus Ecuador und Wayraperú aus Peru übernahm. Dazu kam eine enge Partnerschaft mit OceanAir aus Brasilien, die sogar durch einen Markennutzungsvertrag als Avianca Brasil mit der entsprechenden Bemalung flog.
Im Jahr 2010 schloss sich zudem Avianca mit TACA aus dem mittelamerikanischen El Salvador zur AviancaTaca zusammen, die später in Avianca Holdings umbenannt wurde.

### Entwicklung seit 2010

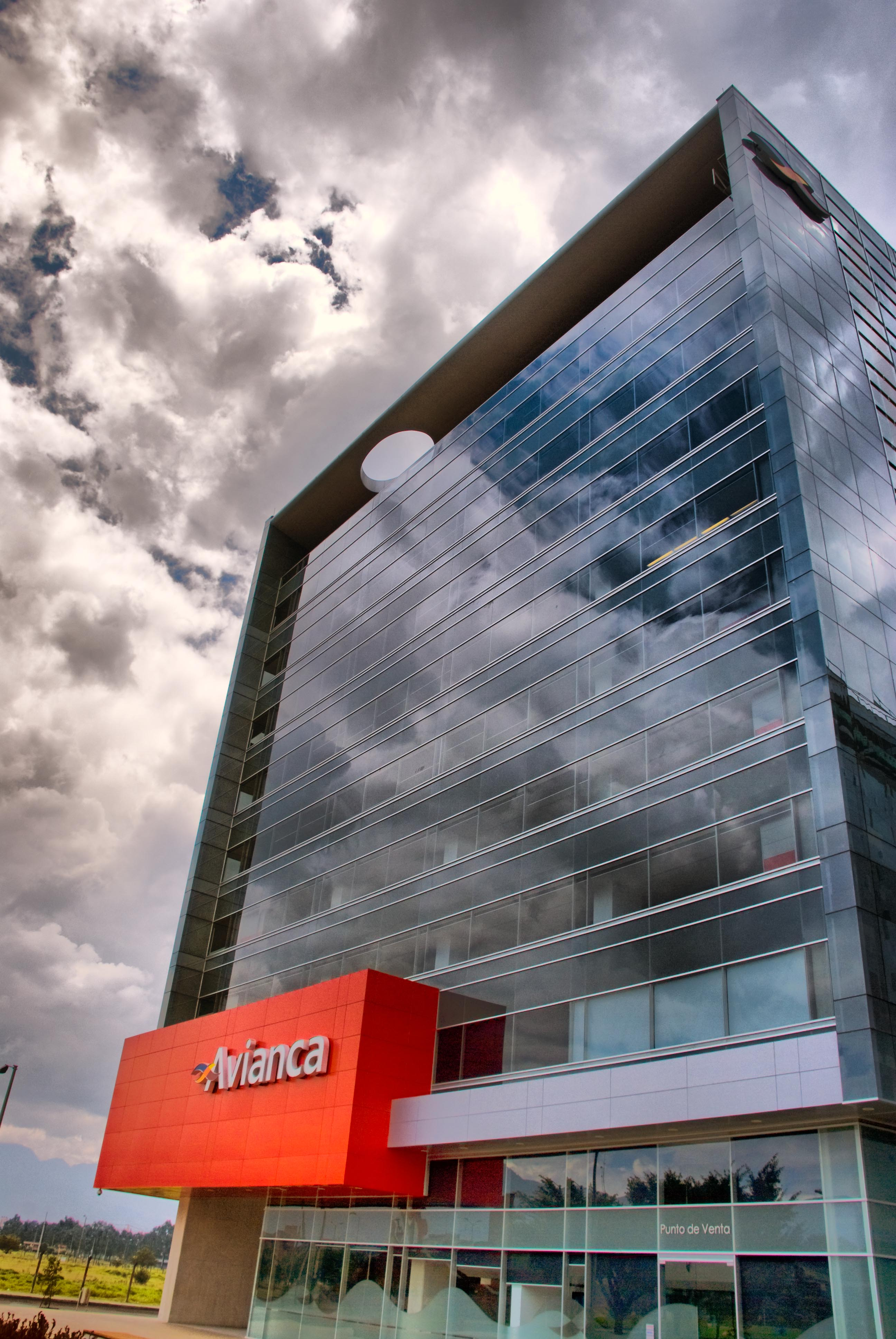
Der Sitz von Avianca in Bogotá

Schriftzug und Logo der Avianca zwischen 2013 und 2023

Am 11. November 2010 wurde bekannt gegeben, dass Avianca bis 2012 der internationalen Luftfahrtallianz Star Alliance beitreten werde. Ende 2011 wurden die letzten Fokker 100 ausgemustert und durch Maschinen der Airbus-A320-Familie ersetzt.
Der Beitritt zur Star Alliance erfolgte am 21. Juni 2012.
Im Jahr 2013 wurde ein neues Corporate Design mit neuem Markenlogo und einer neuen Bemalung der Flotte in den Farben Rot und Weiß eingeführt. Die neue Bemalung wird auch für die Fluggesellschaften Avianca Ecuador, TACA und deren Tochtergesellschaften genutzt, womit ein einheitliches Farbschema für die konsolidierte Fluggesellschaft unter Avianca Holdings entstehen soll.
Zur Feier des 100-jährigen Bestehens der Fluggesellschaft fliegt seit Ende des Jahres 2019 ein Airbus A320 (MSN 4284) mit dem Luftfahrzeugkennzeichen N284AV in einer Retrobemalung, die an die Bemalung der 50er-Jahre angelehnt ist. Den Einweihungsflug nach Barranquilla bezeichnete der damalige Präsident von Avianca, Anko van der Werff, als „Rückkehr in das Haus, in dem wir als SCADTA geboren wurden“. Hier finden auch sämtliche Aktionärsvollversammlungen statt.
Avianca S.A. ist in Barranquilla bei der Handelskammer und der Superintendencia de Transporte als Aktiengesellschaft geführt. Hauptaktionäre sind Avianca Holdings und die zu 100 % ihr zugehörigen Latin Airways Corp, beide panamaische Unternehmen, die hauptsächlich in Kolumbien tätig sind. Avianca erhielt am 7. Oktober 2019 ein vierjähriges Darlehen von US$ 250 Millionen. Dadurch wird Avianca heute de facto von United Airlines kontrolliert und der Kredit wird möglicherweise in Aktien umgewandelt, die United Airlines eine Mehrheitsbeteiligung garantieren.
Avianca S.A. gab am 10. Mai 2020 bekannt, dass sie sich im Rahmen des Insolvenzgesetzes freiwillig der Aufsicht durch das Insolvenzgericht des südlichen Bezirks von New York unterstellt hatte, „um das Geschäft des Unternehmens zu erhalten und neu zu organisieren“. Chapter 11 regelt eine vom Gericht überwachte Reorganisierung der Firmenfinanzen. Die Ankündigung war eine der direkten Folgen der durch die COVID-19-Pandemie verursachten Krise.
Am 29. April 2022 wurde bekannt gegeben, dass Avianca die Konkurrentin Viva Air Colombia übernehmen wird.
Am 11. Mai 2022 wurde bekannt gegeben, dass sich Avianca mit der brasilianischen Fluggesellschaft Gol Linhas Aéreas zur Abra Group zusammenschließen wollte. Avianca sollte dabei die übernehmende Gesellschaft sein. Am 1. März 2023 wurde der Schritt vollzogen und Abra Group ist die neue Muttergesellschaft von Avianca.
Am 22. März 2023 genehmigte die kolumbianische Luftfahrtbehörde Aerocivil die Übernahme die Übernahme der kolumbianischen Fluggesellschaft Viva Air Colombia. Am 14. Mai 2023 wurde bekannt gegeben, dass Avianca die Übernahme von Viva Air Colombia wegen der strengen Bedingungen von Aerocivil abgesagt hat.

## Tochtergesellschaften
- Costa Rica: Avianca Costa Rica (zuvor Lacsa)
- Ecuador: Avianca Ecuador (bis 2014 AeroGal)
- El Salvador: Avianca El Salvador (zuvor TACA)
- Guatemala: Avianca Guatemala (zuvor Aviateca)
- Kolumbien: Avianca Cargo, Avianca Express und Helicol (Hubschrauberbetreiber mit Sitz am Flughafen Bogotá-Eldorado).

## Ehemalige Tochtergesellschaften
- Costa Rica: Sansa Airlines
- Honduras: Avianca Honduras (zuvor Isleña)
- Nicaragua: Avianca Nicaragua (zuvor Aerotaxis La Costeña)
- Peru: Avianca Perú (zuvor TACA Perú)

## Flotte

### Aktuelle Flotte

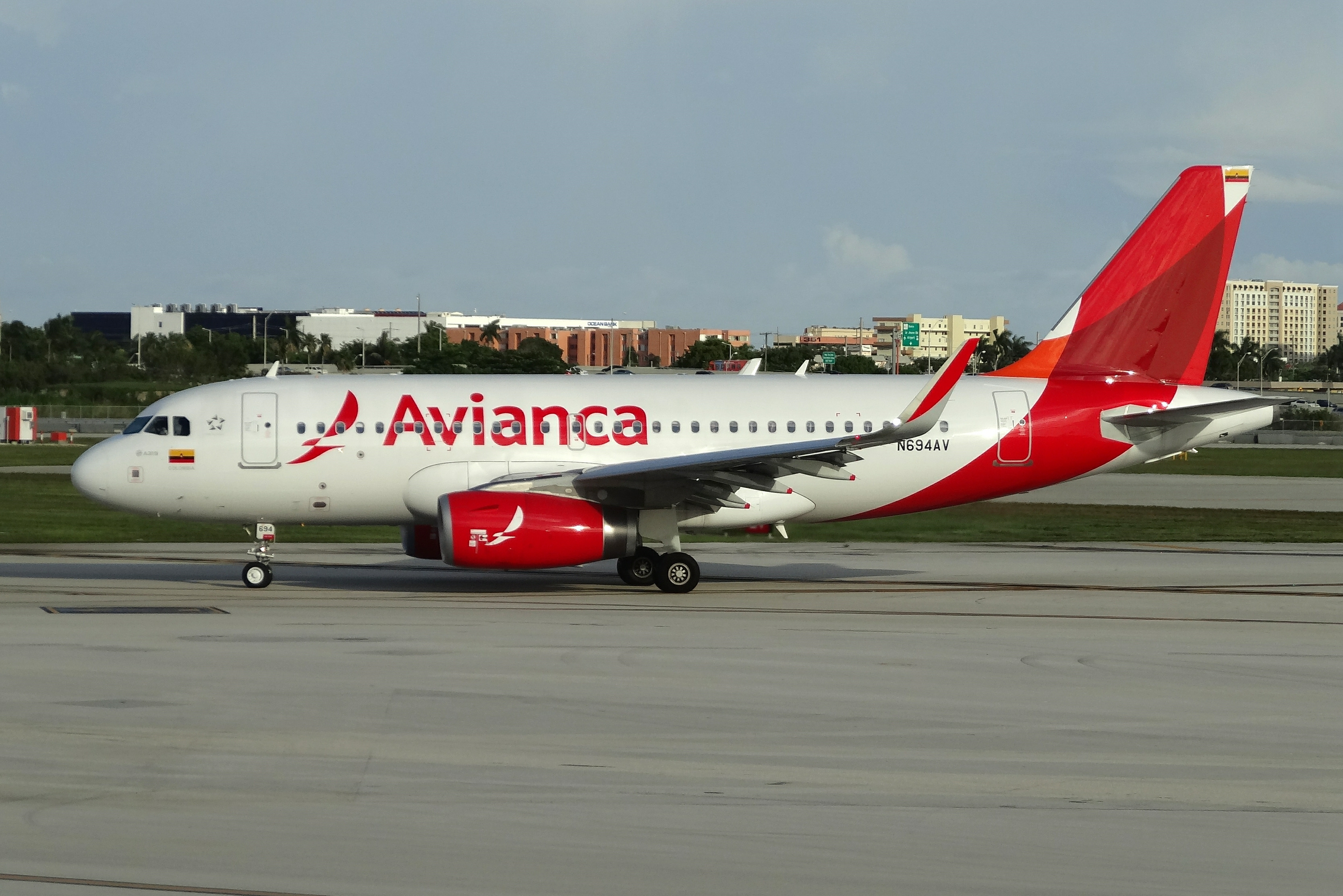
Airbus A319-100 der Avianca in Miami

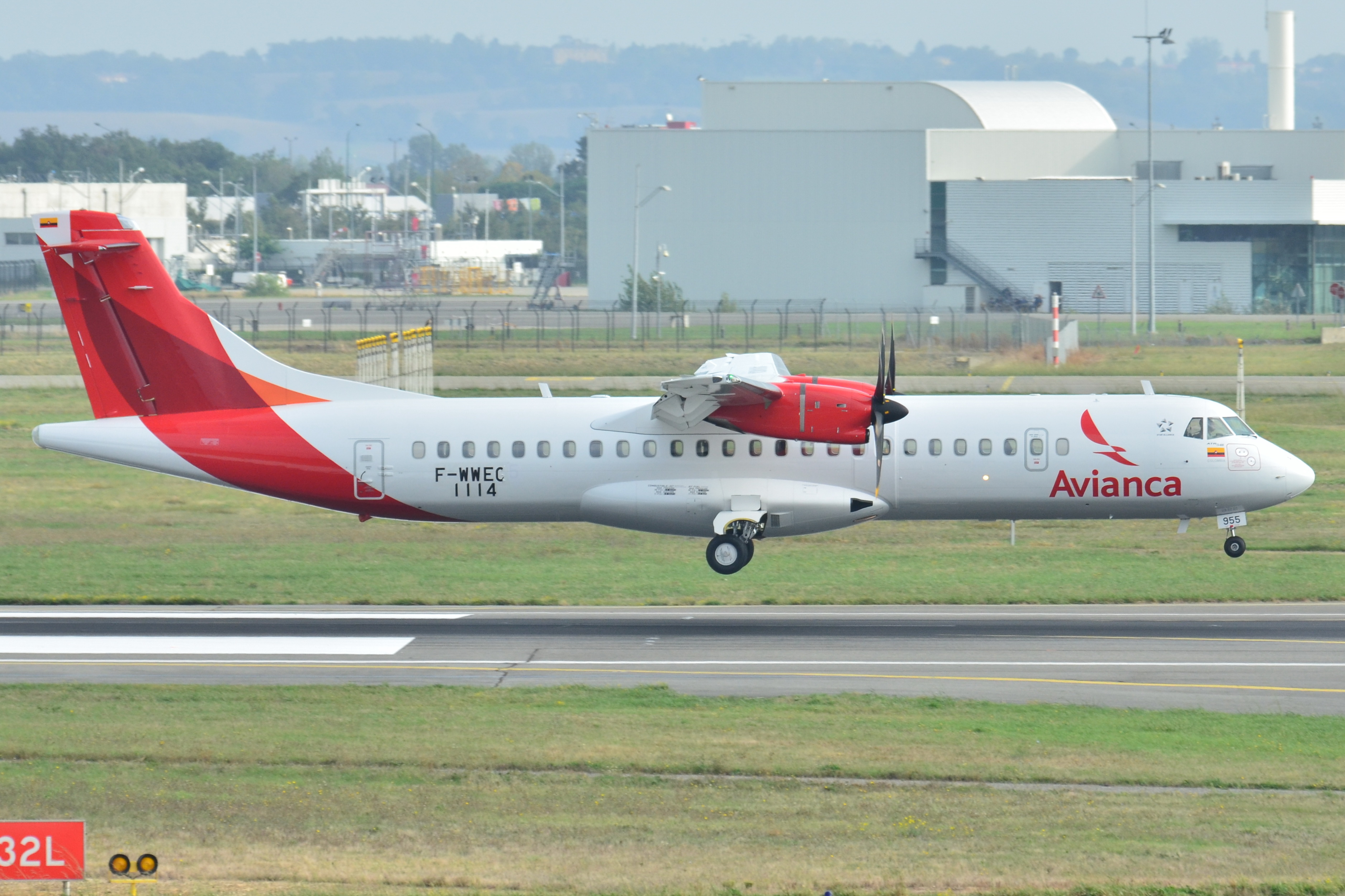
ATR 72-600 der Avianca in Toulouse-Blagnac

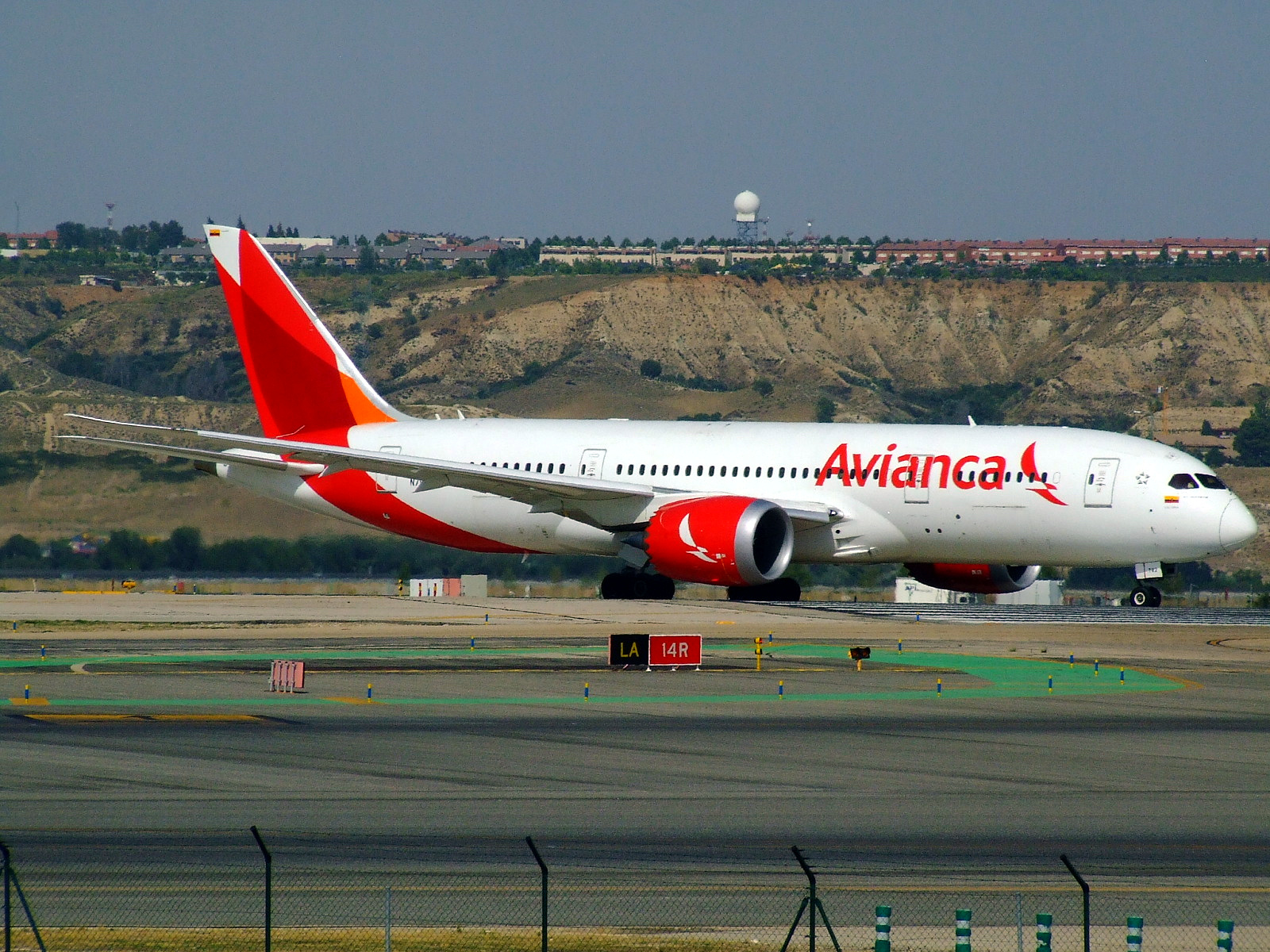
Boeing 787-8 der Avianca in Madrid-Barajas

Mit Stand April 2025 besteht die Flotte der Avianca aus 126 Flugzeugen mit einem Durchschnittsalter von 9,8 Jahren:
| Flugzeugtyp     | Anzahl | bestellt | Anmerkungen                                   | Sitzplätze (Business/Economy) | Durchschnittsalter |
| --------------- | ------ | -------- | --------------------------------------------- | ----------------------------- | ------------------ |
| Airbus A319-100 | 07     |          | zwei mit Sharklets ausgestattet; zwei inaktiv | 144 (12/132)                  | 13,7 Jahre         |
| Airbus A320-200 | 067    |          | 29 mit Sharklets ausgestattet; einer inaktiv  | 188 (var./var.) 180 (12/168)  | 12,6 Jahre         |
| Airbus A320neo  | 036    | 78       | zwei inaktiv                                  | 188 (var./var.) 180 (12/168)  | 03,9 Jahre         |
| Boeing 787-8    | 016    |          | zwei inaktiv                                  | 250 (28/222)                  | 09,5 Jahre         |
| Gesamt          | 126    | 78       |                                               |                               | 09,8 Jahre         |

### Aktuelle Sonderbemalungen
| Bemalung          | Flugzeugtyp     | Luftfahrzeugkennzeichen | Zeitraum            | Bild |
| ----------------- | --------------- | ----------------------- | ------------------- | --- |
| Star Alliance     | Airbus A319-100 | N519AV                  | seit Mai 2012       | |
| Retro (100 Years) | Airbus A320-200 | N284AV                  | seit September 2019 | |
| Aviateca Heritage | Airbus A320-200 | N398AV                  | seit März 2023      | Bild gesucht Die Wikipedia wünscht sich an dieser Stelle ein Bild. Weitere Infos zum Motiv findest du vielleicht auf der Diskussionsseite . Falls du dabei helfen möchtest, erklärt die Anleitung , wie das geht. |
| TACA Heritage     | Airbus A320-200 | N567AV                  | seit Oktober 2022   | Bild gesucht Die Wikipedia wünscht sich an dieser Stelle ein Bild. Weitere Infos zum Motiv findest du vielleicht auf der Diskussionsseite . Falls du dabei helfen möchtest, erklärt die Anleitung , wie das geht. |
| LACSA Heritage    | Airbus A320-200 | N821AV                  | seit November 2022  | Bild gesucht Die Wikipedia wünscht sich an dieser Stelle ein Bild. Weitere Infos zum Motiv findest du vielleicht auf der Diskussionsseite . Falls du dabei helfen möchtest, erklärt die Anleitung , wie das geht. |
| Star Alliance     | Airbus A320-200 | N195AV                  | seit Juni 2012      | |
| Star Alliance     | Airbus A320-200 | N454AV                  | seit Januar 2013    | Bild gesucht Die Wikipedia wünscht sich an dieser Stelle ein Bild. Weitere Infos zum Motiv findest du vielleicht auf der Diskussionsseite . Falls du dabei helfen möchtest, erklärt die Anleitung , wie das geht. |
| Star Alliance     | Airbus A320-200 | N477AV                  | seit Februar 2013   | Bild gesucht Die Wikipedia wünscht sich an dieser Stelle ein Bild. Weitere Infos zum Motiv findest du vielleicht auf der Diskussionsseite . Falls du dabei helfen möchtest, erklärt die Anleitung , wie das geht. |
| Star Alliance     | Airbus A320-200 | N536AV                  | seit November 2012  | |
| Star Alliance     | Airbus A320-200 | N688TA                  | seit Mai 2013       | |

### Ehemalige Flugzeugtypen
Im Laufe der letzten 100 Jahren hat Avianca eine Vielzahl von Luftfahrzeugtypen betrieben, darunter: u. a. auch:
| Luftfahrzeugtypen                   | Anzahl | Eingesetzt ab | Ausgeflottet | Anmerkungen                                       |
| ----------------------------------- | ------ | ------------- | ------------ | ------------------------------------------------- |
| Airbus A318-100                     | 10     | 2011          | 2019         | Übernommen von Mexicana                           |
| Airbus A321-200                     | 13     | 2014          | 2021         |                                                   |
| Airbus A321neo                      | 02     | 2017          | 2020         |                                                   |
| Airbus A330-200                     | 12     | 2009          | 2023         |                                                   |
| Airbus A330-300                     | 02     | 2018          | 2020         | Übernommen von TransAsia                          |
| ATR 42-600                          | 02     | unbekannt     | unbekannt    |                                                   |
| ATR 72-600                          | 09     | 2013          | 2019         | Übergeben an Avianca Express                      |
| Beechcraft Model 17                 | 02     | 1941          | 1943         |                                                   |
| Boeing 247D                         | 18     | 1936          | 1948         |                                                   |
| Boeing 707-320                      | 09     | 1968          | 1994         | Ein Totalverlust beim Avianca-Flug 052 Flugunfall |
| Boeing 720B                         | 07     | 1961          | 1984         |                                                   |
| Boeing 727-100                      | 33     | 1966          | 1992         |                                                   |
| Boeing 727-200                      | 18     | 1978          | 1999         |                                                   |
| Boeing 737-100                      | 02     | 1968          | 1971         | Erster Betreiber in Lateinamerika                 |
| Boeing 747-100                      | 03     | 1976          | 1996         |                                                   |
| Boeing 747-100SF                    | 02     | 1981          | 1988         |                                                   |
| Boeing 747-200M                     | 02     | 1981          | 1995         | Ein Totalverlust beim Avianca-Flug 011 Flugunfall |
| Boeing 757-200                      | 22     | 1992          | 2010         |                                                   |
| Boeing 767-200ER                    | 05     | 1990          | 2011         |                                                   |
| Boeing 767-300ER                    | 05     | 1994          | 2011         |                                                   |
| Boeing 787-9                        | 01     | 2019          | 2023         |                                                   |
| Cessna 208                          | 13     | unbekannt     | unbekannt    |                                                   |
| Consolidated Catalina               | 04     | 1946          | 1956         |                                                   |
| Curtiss C-46 Commando               | 05     | 1950          | 1955         |                                                   |
| de Havilland DH.60 Moth             | 07     | 1929          | 1939         |                                                   |
| Dornier Do J                        | 03     | 1925          | 1932         |                                                   |
| Dornier Merkur                      | 02     | 1927          | 1932         |                                                   |
| Douglas C-47 Skytrain               | 52     | 1939          | 1974         |                                                   |
| Douglas C-54 Skymaster              | 26     | 1946          | 1975         |                                                   |
| Douglas DC-2/C-39                   | 02     | 1944          | 1947         |                                                   |
| Douglas DC-3                        | 04     | 1939          | 1973         |                                                   |
| Douglas DC-4                        | 02     | 1953          | 1974         |                                                   |
| Embraer 190                         | 08     | unbekannt     | unbekannt    |                                                   |
| Fokker 50                           | 10     | 1993          | 2014         |                                                   |
| Fokker 100                          | 15     | 2006          | 2011         | Betrieben von SAM bis 2010                        |
| Fokker Universal                    | 02     | 1929          | 1934         |                                                   |
| Ford 5-AT-DS Trimotor               | 19     | 1929          | 1946         |                                                   |
| General Aviation GA-43              | 01     | 1934          | unbekannt    |                                                   |
| Hawker Siddeley HS 748              | 02     | 1968          | 1978         |                                                   |
| IAI 1124 Westwind                   | 01     | 1978          | 1995         |                                                   |
| Junkers F 13                        | 31     | 1920          | 1940         |                                                   |
| Junkers W 33                        | 01     | 1929          | 1932         |                                                   |
| Junkers W 34                        | 13     | 1928          | 1947         |                                                   |
| Lockheed L-749 Constellation        | 06     | 1951          | 1967         |                                                   |
| Lockheed L-1049 Super Constellation | 04     | 1954          | 1969         |                                                   |
| McDonnell Douglas MD-11ER           | 01     | 1998          | 1999         | Geleast von World Airways                         |
| McDonnell Douglas MD-83             | 19     | 1992          | 2012         |                                                   |
| Sikorsky S-38                       | 07     | 1929          | 1940         |                                                   |
| Sikorsky S-41                       | 01     | 1930          | 1936         |                                                   |

## Zwischenfälle
Bei Avianca kam es von 1946 bis Januar 2022 zu 44 Totalverlusten von Flugzeugen. Dabei kamen 965 Menschen ums Leben. Beispiele:
- Am 22. Januar 1947 stürzte eine Douglas DC-3/C-53B der Avianca (Luftfahrzeugkennzeichen C-108) nahe Puerto Araujo ab, 66 Kilometer südsüdwestlich des Zielflughafens Barrancabermeja-Yariguíes (Kolumbien), nachdem die Piloten die Kontrolle über das Flugzeug verloren hatten. Alle 17 Insassen, vier Besatzungsmitglieder und 13 Passagiere, kamen ums Leben.[34]

- Am 15. Februar 1947 wurde eine Douglas DC-4 der Avianca (C-114) im Anflug 30 Kilometer nordwestlich Bogotás in den 3200 Meter hohen Berg Tablazo geflogen. Bei diesem CFIT (Controlled flight into terrain) wurden alle 53 Insassen, 4 Besatzungsmitglieder und 49 Passagiere, getötet.[35]

- Am 2. Mai 1950 wurde eine Douglas DC-3/C-47-DL der Avianca (HK-120) knapp nördlich des Vulkans Chimborazo in gebirgiges Gelände geflogen, 3,3 Kilometer von Simiatug (Kolumbien) entfernt. Bei diesem CFIT (Controlled flight into terrain) wurden alle 15 Insassen getötet, drei Besatzungsmitglieder und 12 Passagiere.[36]

- Am 11. Januar 1954 wurde eine Douglas DC-3/C-47A-80-DL der Avianca (HK-160) nahe Manizales (Kolumbien) in einen Berg geflogen. Bei diesem CFIT (Controlled flight into terrain) wurden alle 21 Insassen getötet, drei Besatzungsmitglieder und 18 Passagiere.[37]

- Am 9. August 1954 wurde eine Lockheed L-749A-79 Constellation der Avianca (HK-163) 9 Kilometer westsüdwestlich des Startflughafens Lajes (Azoren, Portugal) in nur 620 Metern Höhe in einen Berg geflogen. Der Kapitän hatte nach dem Start eine Linkskurve geflogen, statt wie vorgeschrieben und vom Kontrollturm eigens noch einmal mitgeteilt nach rechts zu fliegen. Bei diesem CFIT (Controlled flight into terrain) wurden alle 30 Insassen getötet, neun Besatzungsmitglieder und 21 Passagiere.[38][39]

- Am 9. März 1957 wurde eine Douglas DC-3/C-47-DL der Avianca (HK-155) in einer Höhe von 7800 Fuß (2380 Metern) 32 Kilometer westlich von Tuluá (Kolumbien) in einen der Berge der Trujillo Hills geflogen, 60 Kilometer nördlich des Flughafens Cali. Die Untersuchung ergab, dass der Kapitän nicht auf der vorgeschriebenen Route geflogen war, sondern eine Abkürzung auf einer explizit verbotenen Strecke gewählt hatte, seine Position nicht mit Hilfe von Funkfeuern überprüft hatte und generell mit starker Selbstüberschätzung handelte. Durch diesen CFIT (Controlled flight into terrain) wurden alle 15 Insassen getötet, drei Besatzungsmitglieder und 12 Passagiere.[40]

- Am 2. April 1951 wurde eine Douglas DC-3/C-48B auf einem Trainingsflug der Avianca (HK-142) bei einer Notlandung auf dem Flughafen Bogotá-Techo (Kolumbien) irreparabel beschädigt. Alle drei Besatzungsmitglieder überlebten.[41]

- Am 23. Juni 1959 flog eine Douglas DC-4 der Avianca (HK-135) auf dem Weg von Quito (Ecuador) nach Lima (Peru) in einer Höhe von 9200 Fuß (2800 Meter) in die Flanke des Bergs Cerro Baco (Kolumbien). Alle 14 Insassen, 4 Besatzungsmitglieder und 10 Passagiere, wurden getötet.[42]

- Am 21. Januar 1960 befand sich eine Lockheed L-1049E Super Constellation der Avianca (HK-177) auf der Strecke von New York (USA) nach Bogotá (Kolumbien), als die Maschine bei der Zwischenlandung in Montego Bay (Jamaika) verunglückte. Beim sehr harten Aufsetzen auf der Landebahn brach das Fahrwerk, wodurch der Rumpf Bodenberührung bekam und das Flugzeug in Flammen aufging. Von den 46 Insassen kamen 37 ums Leben (siehe auch Avianca-Flug 671).[43][44]

- Am 28. Januar 1962 verunglückte eine Douglas DC-4/C-54B der Avianca (HK-130) bei der Landung auf dem Flughafen Cúcuta (Kolumbien). Bei einer sehr harten Landung wurde das Hauptfahrwerk in die Tragfläche gedrückt und riss darin Treibstofftanks auf. Durch das auslaufende Benzin entstand ein Brand, das Flugzeug wurde irreparabel beschädigt. Alle 54 Insassen überlebten.[45]

- Am 15. September 1964 stürzte eine Douglas DC-3/C-47A-80-DL der Avianca (HK-319) ab, mit der ein inländischer Frachtflug von Condoto nach Medellín durchgeführt wurde, während die Piloten versuchten, mit der aufgrund einer fehlerhaften Beladung schwer kontrollierbaren Maschine zum Startflughafen umzukehren. Die Piloten kamen bei dem Zwischenfall beide ums Leben (siehe auch Flugunfall der Avianca bei Condoto).[46][47]

- Am 11. März 1965 wurde eine Douglas DC-3/C-47-DL der Avianca (HK-153) beim Start vom Flughafen Bucaramanga-Gómez Niño (Kolumbien) irreparabel beschädigt. Die Maschine, die nach Bogotá fliegen sollte, driftete während des Starts nach rechts und kam von der Landebahn ab. Sie überquerte einen Graben und kam zum Stillstand. Danach brach ein Feuer aus. Alle 34 Insassen, drei Besatzungsmitglieder und 31 Passagiere, überlebten den Unfall.[48]

- Am 22. März 1965 wurde eine Douglas DC-3/C-47-DL der Avianca (HK-109) in einer Höhe von 7200 Fuß (2200 Metern) gegen den Pan de Azucar Peak (Kolumbien) geflogen, 105 Kilometer vom Ziel, dem Flughafen Bucaramanga-Gómez Niño entfernt. Die Piloten hatten vorher eine Flughöhe von 9000 Fuß im Sichtflug gemeldet. Trotz Instrumentenflugbedingungen in schlechtem Wetter flogen die Piloten nach Sichtflugregeln weiter und auf jeden Fall viel zu tief. Durch diesen CFIT (Controlled flight into terrain) wurden alle 29 Insassen getötet, drei Besatzungsmitglieder und 26 Passagiere.[49]

- Am 17. Oktober 1965 kollidierte eine Douglas DC-3 Hiper der Avianca (HK-118) im Anflug auf den Flughafen Bucaramanga-Gómez Niño (Kolumbien) mit einer dort gerade gestarteten Piper PA-18-150 Super Cub (HK-922P). Beide stürzten in einen Wald. Alle 15 Insassen, drei Besatzungsmitglieder und 12 Passagiere, kamen ums Leben, ebenso wie der Pilot der Piper.[50]

- Am 14. Januar 1966 stürzte eine Douglas DC-4/C-54B-1-DO der Avianca (HK-730) 1300 Meter vom Startflughafen Cartagena (Kolumbien) entfernt in das vier Meter tiefe Meer. Von den 64 Insassen kamen 56 ums Leben; es überlebten nur 8 Passagiere. Als Ursache wurde mangelhafte Wartung festgestellt, möglicherweise beitragend auch Nachlässigkeit seitens der Piloten (siehe auch Avianca-Flug 4).[51]

- Am 22. September 1966 kollidierte eine Douglas DC-4-1009 der Avianca (HK-174) nach einem Triebwerksausfall beim Start vom Flughafen Bogotá-El Dorado (Kolumbien) mit Bäumen und stürzte ab. Auslöser waren Ermüdungsbrüche in einem Drehzahlregler. Beitragend war die Tatsache, dass Avianca den Kapitän auf diesem Nachtflug nach Barranquilla einsetzte, obwohl er dafür auf dem Typ DC-4 gar nicht lizenziert war. Die beiden Piloten, einzige Insassen des Frachtfluges, kamen ums Leben (siehe auch Avianca-Flug 870).[52]

- Am 24. Dezember 1966 flog eine Douglas DC-3/C-47A-80-DL der Avianca (HK-161) in einen Gebirgshang bei Cerro Las Animas (Kolumbien), 60 Kilometer nördlich vom Zielflughafen Pasto-Cano. Die Maschine kam vom Flughafen Bogotá. Das Wrack wurde erst nach 11 Tagen gefunden, am 4. Januar 1967. Bei diesem CFIT (Controlled flight into terrain) wurden alle 29 Insassen getötet, drei Besatzungsmitglieder und 26 Passagiere.[53]

- Am 26. April 1967 verlor eine Douglas DC-3/C-47-DL der Avianca (HK-326) kurz nach dem Start vom Flughafen von Sogamoso (Kolumbien) an Höhe und schlug am Boden auf. Von den 18 Insassen kamen 17 ums Leben, zwei Besatzungsmitglieder und alle 15 Passagiere.[54]

- Am 21. Januar 1970 wurde eine Douglas DC-4/C-54E der Avianca (HK-171) auf einem derzeit nicht bekannten Flughafen in Kolumbien irreparabel beschädigt. Alle Insassen überlebten den Totalschaden.[55]

- Am 29. Juli 1972 kollidierte eine Douglas DC-3A der Avianca (HK-107) im Flug mit einer anderen DC-3 der Avianca (HK-1341) in der Nähe von Las Palomas (Kolumbien). Beide Maschinen waren in Villavicencio gestartet und flogen anfänglich mit 2 Minuten Abstand, bis 30 Minuten nach dem Start der Zusammenstoß erfolgte, der im Absturz beider Flugzeuge resultierte. Alle 21 Insassen, drei Besatzungsmitglieder und 18 Passagiere sowie die 17 Insassen der anderen DC-3 HK-1341, wurden getötet.[56]

- Am 29. Juli 1972 kollidierte eine Douglas DC-3A der Avianca (HK-1341) im Flug mit einer anderen DC-3 der Avianca (HK-107) in der Nähe von Las Palomas (Kolumbien). Beide Maschinen waren in Villavicencio gestartet und flogen anfänglich mit 2 Minuten Abstand, bis 30 Minuten nach dem Start der Zusammenstoß erfolgte, der im Absturz beider Flugzeuge resultierte. Alle 17 Insassen, drei Besatzungsmitglieder und 14 Passagiere sowie die 21 Insassen der anderen DC-3 HK-107, wurden getötet.[57]

- Am 5. Juli 1973 landete eine Hawker Siddeley HS 748-245 Srs. 2A der Avianca (HK-1408) auf dem Flughafen Bucaramanga-Gómez Niño (Kolumbien). Auf der nassen Landebahn geriet das Flugzeug ins Schleudern, verließ die Bahn durch den Flughafenzaun, rollte über eine Straße und krachte in vier Häuser. Dort wurden 3 Kinder getötet; alle 44 Insassen des Flugzeugs überlebten den Unfall. Das Flugzeug wurde zerstört.[58]

- Am 22. August 1973 wurde eine Douglas DC-3-228F der Avianca (HK-111) in einer Höhe von 480 Metern nahe dem Flughafen El Yopal (Kolumbien) gegen einen Hügel geflogen. Obwohl die Flugsicht in dieser Gegend nahe Null lag, waren die Piloten im Sichtflug geflogen. Durch diesen CFIT (Controlled flight into terrain) wurden 16 der 17 Insassen getötet, drei Besatzungsmitglieder und 13 Passagiere.[59]

- Am 27. Dezember 1973 brannte eine Douglas DC-4/C-54B-15-DO der Avianca (HK-1027) komplett aus, die auf dem Flughafen Cartagena (Kolumbien) geparkt war, nachdem ein Treibstofftank in der rechten Tragfläche nahe dem Triebwerk Nr. 4 explodiert war. Alle Insassen überlebten.[60]

- Am 12. August 1974 wurde eine Douglas DC-3/C-47-DL der Avianca (HK-508) in den Berg Trujillo geflogen, etwa 100 Kilometer nordöstlich vom Ziel Flughafen Cali (Kolumbien). Die Piloten hatten in Regenwetter die Orientierung verloren und waren in 9670 Fuß (2950 Metern) Höhe mit dem Berg kollidiert. Bei diesem CFIT (Controlled flight into terrain) wurden alle 27 Insassen getötet, drei Besatzungsmitglieder und 24 Passagiere. Das Wrack wurde erst am 31. Oktober gefunden, gut 11 Wochen nach dem Unfall.[61]

- Am 30. September 1975 musste die Besatzung einer Boeing 727-24C der Avianca, die einen Frachtflug von Bogotá nach Barranquilla durchführte, im ersten Landeanflug wegen schlechter Sichtverhältnisse ein Durchstartmanöver einleiten. Beim zweiten Landeanflug streifte die Maschine einen Kilometer vor der Landebahn Baumkronen, stürzte zu Boden und brach auseinander. Die vier Besatzungsmitglieder starben.[62]

- Am 16. August 1976 landete eine Boeing 720-047B der Avianca (HK-723) auf dem Flughafen Mexiko-Stadt während des Durchzugs einer Böenwalze. Die Maschine hob wieder ab; es kam zum Strömungsabriss und zum Aufschlag auf dem Bugfahrwerk. Alle 127 Insassen überlebten den Totalschaden.[63]

- Am 27. Januar 1980 landete eine Boeing 720-059B der Avianca (HK-725) auf dem Flughafen Quito (Ecuador) mit einer um 20 Knoten zu hohen Geschwindigkeit und überrollte 70 Meter weit das Landebahnende. Dabei brach das Bugfahrwerk zusammen. Das Flugzeug wurde irreparabel beschädigt. Alle Insassen überlebten den Unfall.[64]

- Am 27. November 1983 unterschritten die Piloten einer Boeing 747-200 der Avianca (HK-2910X) auf dem Flug vom Flughafen Paris-Charles-de-Gaulle nahe dem Flughafen Madrid-Barajas absichtlich die Mindestflughöhe. Die Maschine streifte zwei Hügel und brach beim dritten Aufprall auseinander. Durch diesen Controlled flight into Terrain (CFIT) wurden 181 der 192 Insassen getötet (siehe auch Avianca-Flug 011).[65]

- Am 17. März 1988 wurde eine Boeing 727-21 der Avianca (HK-1716) im Steigflug nach dem Start vom Flughafen Cúcuta (Kolumbien) in den Berg El Espartillo geflogen, auch hier wieder ein Controlled flight into Terrain (CFIT). Auslöser für das Fliegen einer unerlaubten Abkürzung und die fehlende Orientierung waren selbst erzeugte Eile und die Anwesenheit eines extrem geschwätzigen weiteren Piloten, der als Passagier im Cockpit mitflog. Alle 136 Passagiere und 7 Besatzungsmitglieder kamen ums Leben (siehe auch Avianca-Flug 410).[66]

- Am 27. November 1989 stürzte eine Boeing 727-21 der Avianca (HK-1803) auf dem Weg vom Flughafen Bogotá nach Cali etwa 16 Kilometer südwestlich des Startflughafens nach einer Bombenexplosion ab. Bei dem Anschlag im Auftrag des Drogenbarons Pablo Escobar kamen alle 107 Insassen ums Leben. Zudem wurden drei weitere Personen am Boden durch Trümmerteile getötet (siehe auch Avianca-Flug 203).[67]

- Am 25. Januar 1990 stürzte eine Boeing 707-300 der Avianca (HK-2016) in der Nähe von New York City infolge von Treibstoffmangel ab, nachdem die Maschine von der Flugsicherung wegen schlechten Wetters mehr als eine Stunde in Warteschleifen verwiesen worden war. Von den 158 (davon 9 Besatzung) Menschen an Bord starben 73 (siehe auch Avianca-Flug 052).